# Malacocincla perspicillata
A Malacocincla perspicillata a madarak osztályának verébalakúak (Passeriformes) rendjébe és a Leiothrichidae családjába tartozó faj. Egyetlen példányt gyűjtöttek be belőle, azóta nem észlelték. 2006-ig sebezhető státuszba tartozott, ekkor helyezték át adathiányosra. Végül 180 évvel az első és eddig utolsó megfigyelését követően 2020 októberében újra láttak és befogtak egy példányt a borneói esőerdőben, lefényképezték, majd szabadon engedték.

## Rendszerezése
A fajt Charles Lucien Jules Laurent Bonaparte francia természettudós írta le 1850-ben, a Cacopitta nembe Cacopitta perspicillata néven. Sorolták a Trichastoma nembe Trichastoma perspicillatum néven és a Turdinus nembe Turdinus perspicillatus néven is.

## Előfordulása
Délkelet-Ázsiában, az Indonéziához tartozó Borneó szigetén honos. Természetes élőhelyei a szubtrópusi vagy trópusi síkvidéki esőerdők. Állandó, nem vonuló faj.

## Megjelenése
Testhossza 16 centiméter. A ritka csokoládébarna színű madár szeme gesztenyebarna színű, fölötte jellegzetes fekete csíkkal.

## Életmódja
Nincs információ, valószínűleg kisebb gerinctelenekkel és néha növényi anyaggal táplálkozik.

## Természetvédelmi helyzete
Elterjedési területe nagyon kicsi, az egyedszáma pedig ismeretlen. A Természetvédelmi Világszövetség Vörös listáján adathiányos fajként szerepel.